# Fakulteta za gradbeništvo in arhitekturo v Splitu
Fakulteta za gradbeništvo in arhitekturo (izvirno hrvaško Građevinsko-arhitektonski fakultet u Splitu), s sedežem v Splitu, je fakulteta, ki je članica Univerze v Splitu.